# Frisch gewagt
 Frisch gewagt ist ein Galopp der Johann Strauss Sohn zu geschrieben wird (op. 475). Ort und Datum der Uraufführung sind nicht überliefert.

## Einzelnachweis
1. ↑  Quelle: Englische Version des Booklets (Seite 128) in der 52 CDs umfassenden Gesamtausgabe der Orchesterwerke von Johann Strauß (Sohn), Hrsg. Naxos (Label). Das Werk ist als sechster Titel auf der 50. CD zu hören.